# Gustav Havel
Gustav Havel (Praga, 27 de agosto de 1930 - Praga, 31 de diciembre de 1967) fue un piloto checoslovaco de motociclismo, que participó en el Campeonato del Mundo de Motociclismo desde 1956 hasta su muerte en 1967.

## Biografía
Comenzó la carrera en 1949 en Praga pero su debut en el Campeonato del Mundo de Motociclismo no llegó hasta 1956 cuando quedó duodécimo en la carrera de 350cc del Gran Premio de los Países Bajos de 1956 de 350cc. Su mejor temporada fue en 1961, cuando terminó tercero en el Campeonato Mundial de 350cc por detrás de Gary Hocking y Gustav Havel. También consiguió siete títulos del Campeonato de Velocidad de checoslovaco así como cuatro tirunfos en las 300 vueltas (que desde su muerte llevaron el nombre de 300 vueltas Gustav Havel).
El 30 de diciembre de 1967 se estrelló en el estadio Bohemians de Praga camino a su trabajo. Fue llevado al hospital pero moriría al día siguiente.

## Resultados en el Campeonato del Mundo
Sistema de puntuación desde 1950 hasta 1968:
| Posición | 1.º | 2.º | 3.º | 4.º | 5.º | 6.º |
| Puntos   | 8   | 6   | 4   | 3   | 2   | 1   |

(Carreras en negrita indica pole position; carreras en cursiva indica vuelta rápida)
| Año  | Cat.  | Moto | 1     | 2       | 3       | 4       | 5       | 6      | 7       | 8       | 9       | 10      | 11      | 12    | 13    | Pts. | Pos. |
| ---- | ----- | ---- | ----- | ------- | ------- | ------- | ------- | ------ | ------- | ------- | ------- | ------- | ------- | ----- | ----- | ---- | ---- |
| 1956 | 350cc | Jawa | IOM - | NED 12  | BEL -   | GER -   | ULS -   | NAT -  |         |         |         |         |         |       |       | 0    | -    |
| 1956 | 500cc | Jawa | IOM - | NED Ret | BEL -   | GER -   | ULS -   | NAT -  |         |         |         |         |         |       |       | 0    | -    |
| 1961 | 250cc | Jawa | ESP - | GER 10  | FRA -   | IOM 17  | NED -   | BEL -  | RDA 9   | ULS -   | NAT Ret | SWE Ret | ARG -   |       |       | 0    | -    |
| 1961 | 350cc | Jawa |       | GER 2   |         | IOM 27  | NED 8   |        | RDA 4   | ULS -   | NAT 3   | SWE 2   |         |       |       | 19   | 3.º  |
| 1962 | 350cc | Jawa |       |         | IOM Ret | NED Ret |         |        | ULS 5   | RDA 4   | NAT 5   | FIN Ret |         |       |       | 7    | 7.º  |
| 1962 | 500cc | Jawa | ESP - | FRA -   | IOM -   | NED -   | BEL -   | GER -  | ULS Ret | RDA -   | NAT -   |         | ARG -   |       |       | 0    | -    |
| 1963 | 250cc | Jawa | ESP - | GER -   |         | IOM -   | NED -   | BEL -  | ULS -   | RDA -   |         | NAT Ret | ARG -   | JAP - |       | 0    | -    |
| 1963 | 350cc | Jawa |       | GER 4   | IOM -   | NED 6   |         | ULS -  | RDA 4   | FIN -   | NAT Ret |         |         |       |       | 7    | 4.º  |
| 1964 | 350cc | Jawa |       |         |         | IOM Ret | NED 7   |        | GER Ret | RDA 2   | ULS 3   | FIN 11  | NAT Ret | JPN - |       | 10   | 5.º  |
| 1964 | 500cc | Jawa | USA - |         |         | IOM -   | NED Ret | BEL -  | GER Ret | RDA 7   | ULS Ret | FIN -   | NAT Ret |       |       | 0    | -    |
| 1965 | 350cc | Jawa |       | GER 3   |         |         | IOM Ret | NED -  |         | RDA 3   | CZE -   | ULS 3   | FIN Ret | NAT - | JAP - | 12   | 7.º  |
| 1965 | 500cc | Jawa | USA - | GER -   | ESP -   | FRA -   | IOM -   | NED -  | BEL -   | RDA -   | CZE Ret | ULS 7   | FIN Ret | NAT - | JAP - | 0    | -    |
| 1966 | 350cc | Jawa |       | GER 5   | FRA -   | NED 5   |         | RDA 3  | CZE -   | FIN Ret | ULS 4   | IOM Ret | NAT 6   | JPN - |       | 12   | 5.º  |
| 1966 | 500cc | Jawa |       | GER Ret |         | NED 11  | BEL -   | RDA 14 | CZE 11  | FIN Ret | ULS 9   | IOM -   | NAT Ret |       |       | 0    | -    |
| 1967 | 350cc | Jawa |       | GER -   | FRA -   | IOM -   | NED 12  |        | RDA -   | CZE 4   |         | ULS -   | NAT -   |       | JPN - | 3    | 13.º |
| 1967 | 500cc | Jawa |       | GER -   |         | IOM -   | NED -   | BEL -  | RDA -   | CZE Ret | FIN -   | ULS -   | NAT -   | CAN - |       | 0    | -    |